# Guglielmo II di Meißen
Guglielmo II di Meißen (23 aprile 1371 – 30 marzo 1425) è stato un nobile tedesco.
Era il secondo figlio del margravio Federico III di Meißen e della di lui consorte Caterina di Hennenberg.

## Biografia
Con la Suddivisione di Chemnitz del 1382, ottenne in comune con i suoi fratelli Federico e Giorgio († 1401) l'Osterland e il Landsberg e dopo la morte del margravio Guglielmo I di Meißen nel 1407, anche una parte del Margraviato di Meißen. Con il trattato di Naumburg del 1410 i fratelli Federico e Guglielmo si accordarono su una nuova ripartizione territoriale: suddivisero fra loro l'Osterland e con la ripartizione del 1411 dell'Osterland, Guglielmo ottenne una gran parte del medesimo, per cui suo fratello Federico I gli lasciò Lipsia in cambio di Jena. Nell'elettorato sassone di Pflege Coburg nella Franconia egli si presentava di tanto in tanto come langravio di Turingia. Confermò nel 1417 insieme al fratello Federico i confini del Principato vescovile di Bamberga con il vescovo Alberto di Wertheim e stipulò nel 1424 con il conte Giorgio di Henneberg-Aschach-Hartenberg un trattato che prevedeva la creazione di un confine sassone fortificato. Nel 1420 Guglielmo partecipò al seguito del fratello alla campagna contro gli Hussiti a Praga.
Guglielmo II morì il 30 marzo 1425. Pare fosse sposato con Amelia di Masovia (senza che dal matrimonio fossero nati figli), tuttavia, secondo lo storico Karlheinz Blaschke, egli rimase scapolo.

## Ascendenza
|                                       |   |                                   | Genitori                       |  |  | Nonni |  |  | Bisnonni             |  |  | Trisnonni            |  |
|                                       |   |                                   |                                |  |  |       |  |  | Federico I di Meißen |  |  | Alberto II di Meißen |  |
|                                       |   |                                   |                                |  |  |       |  |  | Federico I di Meißen |  |  | Alberto II di Meißen |  |
|                                       |   | Margherita di Sicilia             |                                |  |  |       |  |  | Federico I di Meißen |  |  |                      |  |
| Federico II di Meißen                 |   |                                   |                                |  |  |       |  |  | Federico I di Meißen |  |  |                      |  |
|                                       |   | Elisabetta di Lobdeburg-Arnshaugk | Otto IV di Lobdeburg-Arnsgauck |  |  |       |  |  |                      |  |  |                      |  |
|                                       |   | Elisabetta di Lobdeburg-Arnshaugk | Otto IV di Lobdeburg-Arnsgauck |  |  |       |  |  |                      |  |  |                      |  |
|                                       |   | Elisabetta di Lobdeburg-Arnshaugk | …                              |  |  |       |  |  |                      |  |  |                      |  |
| Federico III di Meißen                |   | Elisabetta di Lobdeburg-Arnshaugk |                                |  |  |       |  |  |                      |  |  |                      |  |
|                                       |   | Ludovico il Bavaro                | Ludovico II del Palatinato     |  |  |       |  |  |                      |  |  |                      |  |
|                                       |   | Ludovico il Bavaro                | Ludovico II del Palatinato     |  |  |       |  |  |                      |  |  |                      |  |
|                                       |   | Ludovico il Bavaro                | Matilde d'Asburgo              |  |  |       |  |  |                      |  |  |                      |  |
| Matilde di Baviera                    |   | Ludovico il Bavaro                |                                |  |  |       |  |  |                      |  |  |                      |  |
|                                       |   | Beatrice di Slesia-Glogau         | Bolko I di Świdnica            |  |  |       |  |  |                      |  |  |                      |  |
|                                       |   | Beatrice di Slesia-Glogau         | Bolko I di Świdnica            |  |  |       |  |  |                      |  |  |                      |  |
|                                       |   | Beatrice di Slesia-Glogau         | Beatrice del Brandeburgo       |  |  |       |  |  |                      |  |  |                      |  |
| Guglielmo II di Meißen                |   | Beatrice di Slesia-Glogau         |                                |  |  |       |  |  |                      |  |  |                      |  |
|                                       | … | …                                 |                                |  |  |       |  |  |                      |  |  |                      |  |
|                                       | … | …                                 |                                |  |  |       |  |  |                      |  |  |                      |  |
|                                       | … | …                                 |                                |  |  |       |  |  |                      |  |  |                      |  |
| Enrico VIII di Henneberg-Schleusingen | … |                                   |                                |  |  |       |  |  |                      |  |  |                      |  |
|                                       |   | …                                 | …                              |  |  |       |  |  |                      |  |  |                      |  |
|                                       |   | …                                 | …                              |  |  |       |  |  |                      |  |  |                      |  |
|                                       |   | …                                 | …                              |  |  |       |  |  |                      |  |  |                      |  |
| Caterina di Henneberg                 |   | …                                 |                                |  |  |       |  |  |                      |  |  |                      |  |
|                                       |   | …                                 | …                              |  |  |       |  |  |                      |  |  |                      |  |
|                                       |   | …                                 | …                              |  |  |       |  |  |                      |  |  |                      |  |
|                                       |   | …                                 | …                              |  |  |       |  |  |                      |  |  |                      |  |
| Jutta di Brandeburgo                  |   | …                                 |                                |  |  |       |  |  |                      |  |  |                      |  |
|                                       |   | …                                 | …                              |  |  |       |  |  |                      |  |  |                      |  |
|                                       |   | …                                 | …                              |  |  |       |  |  |                      |  |  |                      |  |
|                                       |   | …                                 | …                              |  |  |       |  |  |                      |  |  |                      |  |
|                                       |   | …                                 |                                |  |  |       |  |  |                      |  |  |                      |  |